# 早田ひな
早田 ひな（はやた ひな、2000年7月7日 - ）は、日本の卓球選手。福岡県北九州市戸畑区出身。左シェーク両面裏ソフトドライブ型。ITTF世界ランキング最高位はシングルス4位、ダブルス1位。段級位は7段。Tリーグは日本生命レッドエルフ所属。同年生まれの平野美宇、伊藤美誠らと共に日本の「女子卓球黄金世代」の1人でかつては控え選手の立場であったが、2020年の全日本シングルスで優勝を果たした。

## 略歴
福岡県北九州市戸畑区出身。両親とも卓球とは無縁（祖母は経験者、父は社会人サッカーチームの元選手）であった。岸川聖也などを輩出した地元の名門石田卓球クラブで練習していた姉の影響を受けて、4歳より卓球を始める。
箸やペンなどは右手で持つ右利きであり、卓球のラケットも右手で持っていたが、石田卓球クラブ加入後に足が左利きのため左手でラケットを握るようになる。小学2年生の時に全日本卓球バンビの部（2年生までの部）に出場し、全国大会デビューを果たす。予選リーグを突破するも決勝トーナメント1回戦で敗れ、その時の優勝者は共に黄金世代と呼ばれる伊藤美誠であった。
中間市立中間東中学校在学時には全国中学校卓球大会で2年連続優勝（2013年、2014年）、2014年4月ITTFワールドツアーチリオープンで平野美宇の記録を更新する当時史上最年少で決勝に進出した。フィリピンオープンでは準々決勝では格上のユ・モンユ（ シンガポール）に勝利、9月に行われた第20回アジアジュニア卓球選手権大会（ インド・ムンバイ）のカデット女子団体に平野美宇、伊藤美誠のトリオで出場し、日本の優勝に貢献した。
2015年、全日本卓球選手権大会（ジュニアの部）で準優勝。
2016年、希望が丘高等学校に進学し、卓球部に在籍する。同年の全国高等学校総合体育大会卓球競技大会（インターハイ）の女子シングルスでは優勝し、高校の先輩である前田美優以来4年ぶりの高校1年生での優勝を飾った。同年のITTFワールドツアークウェートオープン（U-21）でツアー初優勝、ITTFワールドツアーオーストラリアオープンでツアー初優勝。さらに12月に行われた世界ジュニア選手権大会（ 南アフリカ共和国・ケープタウン）には伊藤、平野、加藤美優らと共に日本代表として出場し団体で優勝。直後12月ドーハで行われたITTFワールドツアーグランドファイナルではU-21で優勝、ダブルスでも浜本由惟とのペアで優勝し2冠を達成。U-21の優勝は2011年の石川佳純以来の優勝でダブルスの優勝は2014年の伊藤、平野以来の優勝であった、また日本人の2冠達成は初。

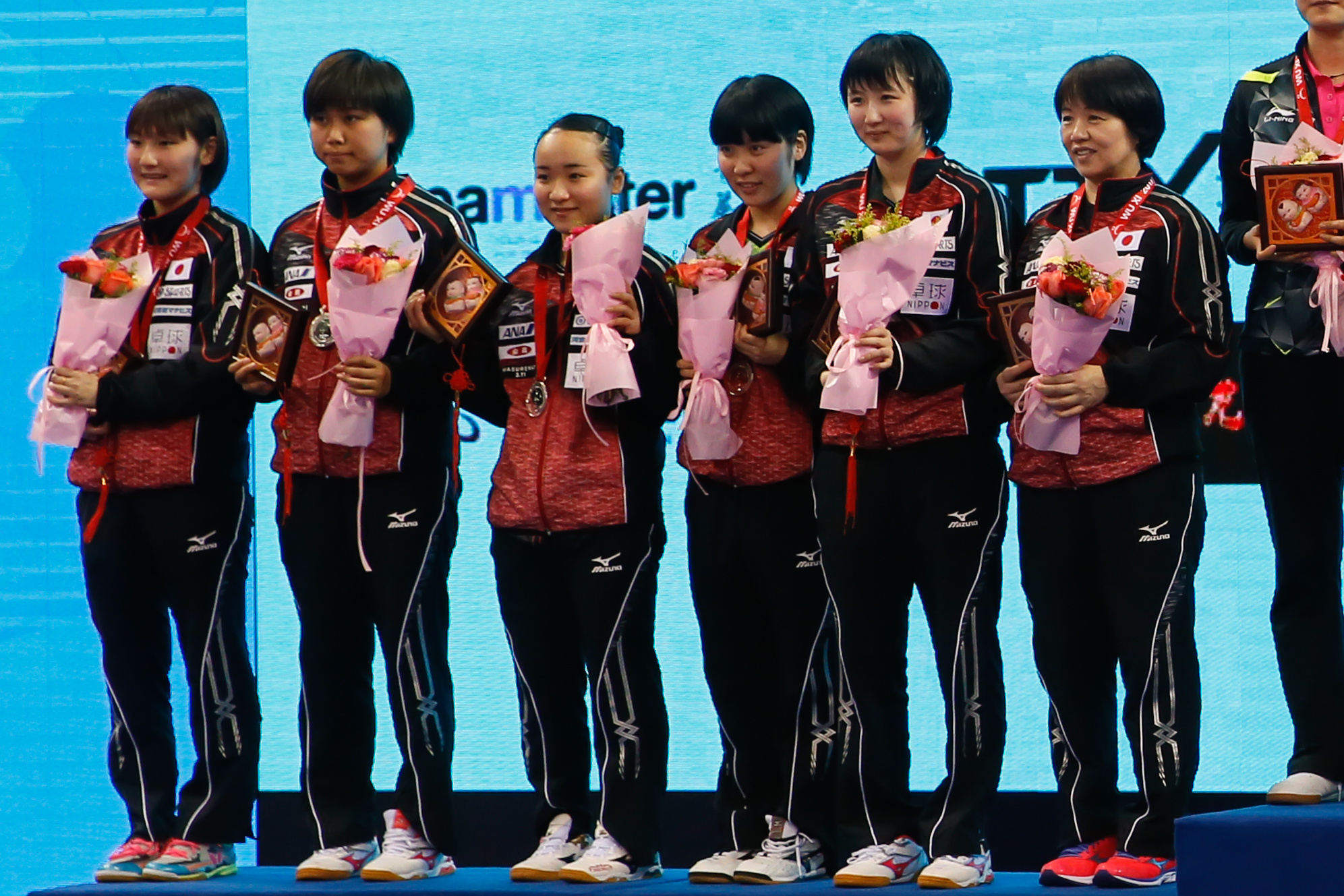
2017年アジア選手権団体の表彰式（左から5人目が早田ひな）

2017年、4月の第23回アジア選手権（ 中国・無錫）では女子団体で銀メダルを獲得し、伊藤美誠と組んだ女子ダブルスで銅メダルを獲得した。
世界選手権デュッセルドルフ大会（ ドイツ・デュッセルドルフ）には選考会などで結果は出せずシングルには選出されず、伊藤美誠とのダブルスで出場し準決勝で丁寧（ 中国）・劉詩雯（ 中国）組に敗れたものの銅メダルを獲得、日本勢の同種目メダル獲得は2001年大阪大会の武田明子・川越真由ペア以来16年ぶりであり、また16歳ペアの銅メダル獲得は同種目史上最年少であった、同月、マレーシアでスタートしたプロリーグ「アジア太平洋リーグ」に参戦。11月、ワールドツアー・スウェーデンオープンでは伊藤美誠とのダブルスで世界ランク1位の朱雨玲（ 中国）、同2位の陳夢（ 中国）ペアに勝利して優勝した。
2018年1月、全日本選手権ではダブルスで伊藤美誠と組んで同大会初優勝。5月、世界選手権では予選のエジプト戦のみの出場ではあったがベンチで積極的に声援を送るなど団体準優勝に貢献した。
2018年に開幕したTリーグでは日本生命レッドエルフに所属する。レギュラーシーズンから女子プレーオフまで13戦無敗でチームを優勝に導き、シーズンMVPを獲得した。2019年1月、全日本選手権では伊藤美誠と組んだダブルスで優勝し2連覇。シングルスでは6回戦で石川佳純に勝利し自身初の準決勝まで進出した。2月、ITTFチャレンジプラス・ポルトガルオープンでは3回戦では元世界ランキング1位の劉詩雯（ 中国）に金星を挙げ、その後も順調に勝ち上がり、決勝では橋本帆乃香に4-3で勝利し優勝した。
2020年1月、全日本選手権では女子ダブルスで伊藤美誠と組んで3連覇。シングルスでは準決勝で3連覇がかかる伊藤美誠を、決勝で石川佳純を破って初優勝し、二冠を達成した。
2021年6月5日、日本卓球協会の理事会が行われ東京五輪のリザーブに選出された。出番はなく、サポートに徹した。
9月のアジア卓球選手権では、シングル決勝でシン・ユビンを破り、自身初となるビッグタイトルを獲得した。団体、ミックスダブルスを加えての三冠達成は、日本人選手として枝野とみえ以来47年ぶりの快挙となった。
11月の世界卓球選手権のダブルスでは、2大会連続で決勝進出したが、同カードとなった孫穎莎／王曼昱ペアにまたも敗れ、銀メダルだった。張本智和と組んだ混合ダブルスでは、王楚欽/孫穎莎（中国、世界ランク1位）ペアに敗れたが銀メダルを獲得した。
2023年の全日本選手権では、準決勝で石川佳純をストレートで破ると、決勝は木原美悠を相手に2セットダウンからの逆転勝ちを収め、3大会ぶり2度目となる全日本の頂点になった。また、シングルスだけでなく、伊藤美誠とペアを組んだ女子ダブルス、張本智和と組んだ混合ダブルスでも優勝を果たし、女子選手では史上4人目となる大会3冠を達成した。
5月の第57回世界選手権（ダーバン）のシングルス準々決勝では、王芸迪（中国、世界ランク3位）と大激戦となり最終ゲーム21-19で歴史的勝利。準決勝は孫穎莎（中国、世界ランク1位）に敗れたが、中国選手に勝ってのメダル獲得（銅）は58年ぶりで1965年の深津尚子以来となる。張本智和と組んだ混合ダブルスでも、前回対戦した王楚欽/孫穎莎（中国、世界ランク1位）ペアに雪辱ならなかったが銀メダルを獲得した。
9月末から10月初旬に行われたアジア競技大会準決勝で再び王芸迪を4-3で破り決勝進出。決勝では世界女王の孫穎莎に1-4で敗れ準優勝となるも、日本勢では29年ぶり、中国出身者以外では57年ぶりの決勝進出を成し遂げた。
2024年1月に行われた全日本選手権では決勝で張本美和にストレート勝利を飾り、女子シングルス連覇達成。落としたゲーム数は6回戦の芝田との試合の1ゲームのみであった。
同2月、韓国釜山の世界卓球団体戦では日本チームのエースを務める。中国との決勝戦、第二試合に出場した早田は東京五輪女王の陳夢と対戦。これまで全敗の相手に初勝利を飾るがチームは2-3で敗れた。
同3月、Tリーグプレーオフファイナルに日本生命レッドエルフのメンバーとして出場。第三試合で同じパリ五輪シングルス代表の平野美宇と対戦し3-1で勝利。チームも3-0で勝利し王座奪還を果たした。
2024年8月のパリオリンピックでは女子団体で銀メダル、女子シングルスで銅メダルを獲得した。女子シングルス準々決勝で左前腕を負傷し、シングルス準決勝からは痛み止めとテーピングを施してのプレーとなった。団体戦決勝のダブルスでは早田と張本美和がペアを組んで出場。2-2の9-5とリードするも、東京五輪・パリ五輪連覇女王の陳夢と王曼昱のペアに底力を見せられ逆転で惜敗。
同10月、2025年世界卓球選手権ドーハ大会への出場権獲得がかかったアジア選手権大会が行われた。怪我からの回復途中で団体戦の出場はなかったが、ベンチで献身的なアドバイスを送り続け、団体戦で半世紀ぶりに中国を撃破し優勝を飾る。しかし、シングルス出場へ向けた練習中に左前腕を再び負傷してしまい、シングルスを棄権。今大会での世界卓球出場権獲得は果たせなかった。
2024年の練習拠点は大阪府貝塚市で、寮で生活している。

## プレースタイル
167cmの身長と長い手足を生かし、台上から離れ体を大きく使って繰り出す、しなるようなフォアドライブ、2015年からはチキータの技術の取得にも力も入れた。東京五輪後にはコンパクトなスイングでの打球にフォーム改善。2022年7月のWTTChampions European Summer Seriesの準々決勝で東京五輪女王の陳夢に敗れたことをきっかけに戦術面に磨きをかける。パワフルな両ハンドドライブに加え、コース取り、緩急など、プレースタイルの幅が大きく広がった。
以前は後半にスタミナが切れることもあったが、トレーニング、食事の改善で克服。
体を大きく使うため故障も多く、2016年の世界ジュニア卓球選手権直前の11月の合宿では膝を痛め、大会期間中に右膝蓋じん帯炎を発症、2017年の全日本卓球選手権大会の2日前には左の二の腕を痛め大会にも痛み止めを打って挑んだが、5回戦で再発している。また2020年2月には肋間筋の負傷でTリーグを欠場している、2024年のパリオリンピックではシングルスの準々決勝の試合中に左手首を痛めその後の大会期間中はテーピング包帯の状態で試合に出場した、その年のアジア選手権を欠場するなどケガの不安が残る状態が続いている。
また、ダブルス・混合ダブルスの名手でもあり、伊藤美誠や浜本由惟、平野美宇、加藤美優、張本智和、戸上隼輔、大島祐哉らと組んで良い結果を残している。

## 人物・エピソード
卓球ではサウスポーだが、それ以外では右利きであるため箸やペンは右手で持つ。2020年のパシフィック・リーグクライマックスシリーズ第1戦（福岡PayPayドーム）の始球式では、右投げでの投球を披露している。
憧れの選手は同じ左利きの世界ランキング1位の丁寧（ 中国）。2016年6月のワールドツアージャパンオープン、韓国オープンでは準々決勝で対戦するも敗退している。また、3月のカタールオープンでは、左利きの練習相手を探していた丁寧から指名され練習の相手を務め、「私を超えて」と激励をもらった。
尊敬しているアスリートとして、異種競技であるテニス界のレジェンド、ロジャー・フェデラーを挙げている。フェデラーについて、「セオリーが無く、どんなに追い込まれていても、ボールを操る技術がとても高いです」と評し、スイングの安定性や脱力を参考にし、卓球に活かせる部分を探しながら練習に取り入れているという。さらにプレーに留まらず、賞金を寄付している人間性にも魅せられ、早田も賞金を寄付している。
祖父の1人は福岡県警察西警察署（当時。現在の早良警察署）の署長を務めたことがあり、その縁で2024年11月7日に早良警察署の一日署長を務めた。

## 戦歴
2011年
- 全国ホープス卓球大会 優勝

2012年
- 全国ホープス卓球大会 準優勝
- 東アジアホープス選手権 団体（平野美宇・伊藤美誠・塩見真希・宮﨑翔）優勝[44]、シングルス 3位

2013年
- 全国中学校卓球大会 優勝

2014年
- 全国中学校卓球大会 優勝
- ITTFグローバルジュニアサーキット中国成都（カデットの部シングルス） 優勝
- ITTFグローバルジュニアサーキット中国太倉（カデットの部団体） 2位
- ITTFグローバルジュニアサーキット中国太倉（カデットの部シングルス） 優勝
- ITTFワールドツアーチリオープン 準優勝
- アジアカデット選手権 団体（平野美宇・伊藤美誠）優勝[45]

2015年
- ITTFワールドツアーカタールオープン（U-21） 準優勝
- ITTFワールドツアークウェートオープン（U-21） 優勝
- ITTFワールドツアードイツオープン（U-21） 準優勝
- ITTFワールドツアー韓国オープン 女子ダブルス 準優勝（佐藤瞳ペア）
- アジアジュニア選手権 団体準優勝（佐藤瞳・加藤美優・浜本由惟）、ダブルス 3位（佐藤瞳ペア）
- 平成26年度全日本卓球選手権大会 ジュニア女子シングルス 準優勝

2016年
- 全国高等学校総合体育大会卓球競技大会（シングルス） 優勝
- ITTFワールドツアーオーストラリアオープン 優勝
- ITTFワールドツアーオーストリアオープン ダブルス 準優勝（加藤美優ペア）
- 世界ジュニア卓球選手権 団体優勝（平野美宇・伊藤美誠・加藤美優）、混合準優勝（松山祐季ペア）、ダブルス 準優勝（加藤美優ペア）

- ITTFワールドツアーグランドファイナル（U-21） 優勝、（ダブルス） 優勝（浜本由惟ペア）

2017年
- 第23回アジア選手権 女子団体：準優勝（平野美宇・伊藤美誠・加藤美優・佐藤瞳）、女子ダブルス：3位（伊藤美誠ペア）
- ITTFワールドツアー韓国オープン ダブルス 準優勝（伊藤美誠ペア）
- 第54回世界卓球選手権個人戦（ダブルス） 銅メダル（伊藤美誠ペア）
- ITTFワールドツアーチェコオープン ダブルス 優勝（伊藤美誠ペア）
- ITTFワールドツアープラチナドイツオープン ダブルス 優勝（平野美宇ペア）
- ITTFワールドツアースウェーデンオープン ダブルス 優勝（伊藤美誠ペア）
- ITTFチャレンジシリーズスペインオープン シングルス 優勝
- ITTFワールドツアーグランドファイナル（ダブルス） 準優勝（伊藤美誠ペア）

2018年
- 平成29年度全日本卓球選手権大会 女子ダブルス 優勝（伊藤美誠ペア）
- 第22回ジャパントップ12卓球大会 女子シングルス 優勝
- ITTFワールドツアープラチナドイツオープン ダブルス 優勝（伊藤美誠ペア）
- 第54回世界卓球選手権団体戦：準優勝（石川佳純・伊藤美誠・平野美宇・長﨑美柚）
- ITTFワールドツアープラチナオーストラリアオープン ダブルス 優勝（伊藤美誠ペア）
- ITTFワールドツアープラチナオーストリアオープン ダブルス 優勝（伊藤美誠ペア）
- ITTFワールドツアーグランドファイナル（ダブルス） 優勝（伊藤美誠ペア）

2019年
- 平成30年度全日本卓球選手権大会 女子ダブルス 優勝（伊藤美誠ペア）（二連覇）
- ITTFチャレンジプラスポルトガルオープン（シングルス）優勝
- ITTFチャレンジプラスオマーンオープン（シングルス）優勝
- 第55回世界卓球選手権個人戦（ダブルス） 準優勝（伊藤美誠ペア）
- ITTFチャレンジセルビアオープン（シングルス）優勝
- ITTFワールドツアープラチナジャパンオープン 混合ダブルス 準優勝（張本智和ペア）
- ITTFチャレンジプラスパラグアイオープン（シングルス）優勝
- ITTFワールドツアープラチナオーストリアオープン 優勝（張本智和ペア）

2020年
- 全日本卓球選手権大会 女子シングルス皇后杯 優勝、女子ダブルス 優勝（伊藤美誠ペア）（三連覇）

2021年
- WTT中東ハブ コンテンダードーハ大会 シングルス 準優勝
- 2021アジア選手権 日本代表選手選考合宿 優勝
- 2021世界卓球選手権ヒューストン大会（個人戦）男女日本代表選手選考合宿 優勝
- WTTスターコンテンダードーハ大会 シングルス 優勝 混合ダブルス 優勝（戸上隼輔ペア）
- アジア卓球選手権 シングルス 優勝 女子団体 優勝 混合ダブルス 優勝（戸上隼輔ペア）
- 第56回世界卓球選手権個人戦（ダブルス） 準優勝（伊藤美誠ペア） 混合ダブルス 準優勝（張本智和ペア）

2022年
- 全日本卓球選手権大会 女子シングルス 準優勝、女子ダブルス 優勝（伊藤美誠ペア）（四連覇）、混合ダブルス 優勝（張本智和ペア）
- WTTコンテンダーザグレブ大会 女子ダブルス 優勝（伊藤美誠ペア） 混合ダブルス 優勝（張本智和ペア）
- Tリーグ個人戦・女子シングルス 優勝
- WTTコンテンダー アルマトイ大会 シングルス 優勝 女子ダブルス 優勝（平野美宇ペア）

2023年
- 全日本卓球選手権大会 女子シングルス 優勝、女子ダブルス 優勝（伊藤美誠ペア）（五連覇）、混合ダブルス 優勝（張本智和ペア）
- 第57回世界卓球選手権個人戦　女子シングルス　3位、混合ダブルス 　準優勝（張本智和ペア)
- WTTコンテンダーリオデジャネイロ大会 シングルス 優勝

2024年
- 全日本卓球選手権大会 女子シングルス 優勝
- 第57回世界卓球選手権団体戦：準優勝（平野美宇・伊藤美誠・張本美和・木原美悠）

- 2024年パリオリンピック　女子団体 準優勝（平野美宇・張本美和）、女子シングルス 3位

2025年
- 全日本卓球選手権大会 女子シングルス 優勝

## 成績

### 最高成績

#### 女子シングルス
- オリンピック　シングルス銅メダル（2024)
- 世界卓球選手権　シングルス銅メダル（2023）
- アジア卓球選手権 優勝（2021）
- ITTFワールドツアー 優勝（オーストラリア2016、WTT スターコンテンダードーハ大会2021）
- ITTFワールドツアー・グランドファイナル ベスト16（2016）
- ITTFワールドツアー・グランドファイナル U-21 優勝（2016）
- WTTカップファイナル　ベスト4 (2021)
- 全日本卓球選手権大会 シングルス 優勝（2020、2023、2024、2025）

#### 女子ダブルス
- 世界卓球選手権 準優勝（2019、2021）
- ITTFワールドツアー 優勝（チェコ2017、ドイツ2017、スウェーデン2017、ドイツ2018、オーストラリア2018、オーストリア2018）
- ITTFワールドツアー・グランドファイナル ダブルス 優勝（2016、2018）
- アジア選手権 3位（2017）
- 世界ジュニア選手権 準優勝（2016）

#### 混合ダブルス
- 世界卓球選手権 準優勝（2021、2023）
- 世界ジュニア選手権 準優勝（2016）
- アジア卓球選手権 優勝（2021）

#### 女子団体
- 世界卓球選手権 準優勝（2018）
- 世界ジュニア選手権 優勝（2016）
- アジアジュニア選手権（カデットの部） 優勝（2014）
- アジア卓球選手権 優勝（2021）

### 国際大会決勝
※一般の部のみ

#### 女子シングルス
優勝14、準優勝4
| 結果   | 年.月   | 大会                                   | スコア | 対戦相手                 | 公式動画 |
| ------ | ------- | -------------------------------------- | ------ | ------------------------ | -------- |
| 準優勝 | 2014.4  | ワールドツアー・チリOP                 | 1-4    | 前田美優                 |          |
| 優勝   | 2016.6  | ワールドツアー・オーストラリアOP       | 4-1    | 石垣優香                 |          |
| 優勝   | 2017.11 | チャレンジシリーズ・スペインOP         | 4-3    | 田志希                   |          |
| 優勝   | 2019.2  | チャレンジシリーズプラス・ポルトガルOP | 4-3    | 橋本帆乃香               |          |
| 優勝   | 2019.3  | ITTFチャレンジ・オマーンオープン       | 4-1    | 鄭怡静                   |          |
| 優勝   | 2019.5  | ITTFチャレンジ・セルビアオープン       | 4-1    | 蘇慧音                   |          |
| 優勝   | 2019.9  | ITTFチャレンジ・パラグアイオープン     | 4-2    | 橋本帆乃香               |          |
| 準優勝 | 2021.3  | WTTスターコンテンダー ドーハ           | 2-4    | 伊藤美誠                 |          |
| 優勝   | 2021.9  | WTTスターコンテンダー ドーハ第2戦      | 4-1    | 杜凱琹                   |          |
| 優勝   | 2021.10 | 第25回アジア選手権                     | 3-1    | 申裕斌                   |          |
| 優勝   | 2022.9  | WTTコンテンダー・アルマトイ            | 4-1    | FU Yu                    |          |
| 優勝   | 2023.8  | WTTコンテンダー・リオデジャネイロ      | 4-1    | リンダ・ベルグストローム |          |
| 優勝   | 2023.10 | WTTコンテンダー・マスカット            | 4-0    | アドリアーナ・ディアス   |          |
| 優勝   | 2023.10 | WTTコンテンダー・アンタルヤ            | 4-0    | ハン・イン               |          |
| 準優勝 | 2024.5  | WTTコンテンダー・リオデジャネイロ      | 3-4    | 長﨑美柚                 |          |
| 優勝   | 2024.6  | WTTコンテンダー・ザブレブ              | 4-0    | 張本美和                 |          |
| 優勝   | 2024.6  | WTTスターコンテンダー・リュブリャナ    | 4-0    | プリティカ・パバド       |          |
| 準優勝 | 2025.4  | WTTコンテンダー・チュニス              | 1-4    | 張本美和                 |          |

#### 女子ダブルス
優勝10、準優勝8
| 結果   | 年.月   | 大会                                          | ペア     | スコア | 対戦相手                                | 公式動画 |
| ------ | ------- | --------------------------------------------- | -------- | ------ | --------------------------------------- | -------- |
| 準優勝 | 2015.7  | ワールドツアー・韓国OP                        | 佐藤瞳   | 2-3    | 平野美宇/伊藤美誠                       |          |
| 準優勝 | 2016.11 | ワールドツアー・オーストリアOP                | 加藤美優 | 2-3    | 佐藤瞳/橋本帆乃香                       |          |
| 優勝   | 2016.12 | ワールドツアー・グランドファイナル            | 浜本由惟 | 4-2    | 杜凱琹/李皓晴                           |          |
| 準優勝 | 2017.4  | ワールドツアー・韓国OP                        | 伊藤美誠 | 1-3    | ペトリッサ・ゾルヤ/シャン・シャオナ     | 1 2 3 4  |
| 優勝   | 2017.8  | ワールドツアー・チェコOP                      | 伊藤美誠 | 3-2    | マチルダ・エクホルム/ゲオルギナ・ポータ |          |
| 優勝   | 2017.11 | ワールドツアー・ドイツOP                      | 平野美宇 | 3-0    | 陳思羽/鄭怡静                           |          |
| 優勝   | 2017.11 | ワールドツアー・スウェーデンOP                | 伊藤美誠 | 3-1    | 朱雨玲/陳夢                             |          |
| 準優勝 | 2017.12 | ワールドツアー・グランドファイナル            | 伊藤美誠 | 0-4    | 朱雨玲/陳夢                             |          |
| 優勝   | 2018.3  | ワールドツアー・ドイツOP                      | 伊藤美誠 | 3-1    | 田志希/梁夏銀                           |          |
| 優勝   | 2018.7  | ワールドツアー・オーストラリアOP              | 伊藤美誠 | 3-0    | 橋本帆乃香/佐藤瞳                       |          |
| 優勝   | 2018.11 | ワールドツアー・オーストリアOP                | 伊藤美誠 | 3-0    | 陳幸同/孫穎莎                           |          |
| 優勝   | 2018.12 | ワールドツアー・グランドファイナル            | 伊藤美誠 | 3-0    | 陳幸同/孫穎莎                           |          |
| 準優勝 | 2019.5  | 第55回世界選手権個人戦                        | 伊藤美誠 | 2-4    | 王曼昱/孫穎莎                           |          |
| 準優勝 | 2021.11 | 第56回世界選手権個人戦                        | 伊藤美誠 | 0-3    | 王曼昱/孫穎莎                           |          |
| 準優勝 | 2022.3  | シンガポール スマッシュ                       | 伊藤美誠 | 0-3    | 王曼昱/孫穎莎                           |          |
| 優勝   | 2022.6  | WTTコンテンダー・ザグレブ                     | 伊藤美誠 | 3-1    | サビーネ・ウインター/シャン・シャオナ   |          |
| 準優勝 | 2022.7  | WTTスターコンテンダー・ヨーロッパ夏季シリーズ | 伊藤美誠 | 0-3    | 王曼昱/孫穎莎                           |          |
| 優勝   | 2022.9  | WTTコンテンダー・アルマトイ                   | 平野美宇 | 3-0    | 崔孝珠/申裕斌                           |          |

#### 混合ダブルス
優勝6、準優勝2
| 結果   | 年.月   | 大会                                | ペア     | スコア | 対戦相手                                  | 公式動画 |
| ------ | ------- | ----------------------------------- | -------- | ------ | ----------------------------------------- | -------- |
| 準優勝 | 2019.6  | ワールドツアー・日本OP              | 張本智和 | 0-3    | 許昕/朱雨玲                               |          |
| 優勝   | 2019.11 | ワールドツアー・オーストリアOP      | 張本智和 | 3-1    | 林高遠/朱雨玲                             |          |
| 優勝   | 2021.10 | 第25回アジア選手権                  | 戸上隼輔 | 3-1    | 張禹珍/田志希                             |          |
| 優勝   | 2022.6  | WTTコンテンダー・ザグレブ           | 張本智和 | 3-0    | 黃鎮廷/杜凱琹                             |          |
| 準優勝 | 2023.5  | 第57回世界選手権個人戦              | 張本智和 | 0-3    | 王楚欽/孫穎莎                             |          |
| 優勝   | 2023.10 | WTTコンテンダー・アンタルヤ         | 張本智和 | 3-1    | フェリックス・ルブラン/プリティカ・パバド |          |
| 優勝   | 2024.6  | WTTコンテンダー・ザブレブ           | 張本智和 | 3-2    | 林鐘勳/申裕斌                             |          |
| 優勝   | 2024.6  | WTTスターコンテンダー・リュブリャナ | 張本智和 | 3-2    | 林鐘勳/申裕斌                             |          |

### 大会成績一覧
略語の説明
S=女子シングルス、D=女子ダブルス、M=混合ダブルス、T=団体、MT=混合団体
| W | F | B | #P | QF | #R | RR |

W=優勝、F=準優勝、B=3位、#P=#位（4位以下）、QF=ベスト8、#R=#回戦敗退、RR=ラウンドロビン敗退
| 年   | 五輪 | 五輪 | 五輪 | 世界選手権 | 世界選手権 | 世界選手権 | 世界選手権 | ワールドカップ | ワールドカップ | ワールドカップ | グランドファイナル | グランドファイナル | アジア大会 | アジア大会 | アジア大会 | アジア大会 | アジア選手権 | アジア選手権 | アジア選手権 | アジア選手権 | アジアカップ | 全日本選手権 | 全日本選手権 | 全日本選手権 | 全日本選手権 | トップ12 | トップ12 |
| 年   | S    | M    | T    | S          | D          | M          | T          | S              | T              | MT             | S                  | D                  | S          | D          | M          | T          | S            | D            | M            | T            | S            | S            | D            | M            | T            | S        | S        |
| ---- | ---- | ---- | ---- | ---------- | ---------- | ---------- | ---------- | -------------- | -------------- | -------------- | ------------------ | ------------------ | ---------- | ---------- | ---------- | ---------- | ------------ | ------------ | ------------ | ------------ | ------------ | ------------ | ------------ | ------------ | ------------ | -------- | -------- |
| 2012 |      |      |      |            |            |            |            |                |                |                |                    |                    |            |            |            |            |              |              |              |              |              |              |              | 2R           |              |          |          |
| 2013 |      |      |      |            |            |            |            |                |                |                |                    |                    |            |            |            |            |              |              |              |              |              |              | 3R           |              |              |          |          |
| 2014 |      |      |      |            |            |            |            |                |                |                |                    |                    |            |            |            |            |              |              |              |              |              | 4R           | 4R           |              |              |          |          |
| 2015 |      |      |      |            |            |            |            |                |                |                |                    |                    |            |            |            |            |              |              |              |              |              | 4R           | 3R           | 3R           |              | B        | B        |
| 2016 |      |      |      |            |            |            |            |                |                |                | 1R                 | W                  |            |            |            |            |              |              |              |              |              | QF           | 4R           | 3R           |              |          |          |
| 2017 |      |      |      |            | B          |            |            |                |                |                | 1R                 | F                  |            |            |            |            | 4R           | B            |              | F            |              | 5R           | 3R           |              |              |          |          |
| 2018 |      |      |      |            |            |            | F          |                | F              |                |                    |                    |            |            |            |            |              |              |              |              |              | 6R           | W            | B            |              | W        | W        |
| 2019 |      |      |      |            | F          |            |            |                |                |                |                    |                    |            |            |            |            |              |              |              |              |              | B            | W            |              |              | RR       | B        |
| 2020 |      |      |      |            |            |            |            |                |                |                |                    |                    |            |            |            |            |              |              |              |              |              | W            | W            |              |              |          |          |
| 2021 |      |      |      | 4R         | F          | F          |            |                |                |                |                    |                    |            |            |            |            | W            |              | W            | W            |              | B            |              |              |              |          |          |
| 2022 |      |      |      |            |            |            | F          |                |                |                |                    |                    | F          |            | QF         | F          |              |              |              |              | 4P           | F            | W            | W            |              |          |          |
| 2023 |      |      |      | B          | QF         | F          |            |                |                | B              |                    |                    |            |            |            |            | QF           |              | QF           | B            |              | W            | W            | W            |              |          |          |
| 2024 | B    | 1R   | F    |            |            |            | F          | QF             |                |                |                    |                    |            |            |            |            | 2R           |              |              | W            |              | W            |              |              |              |          |          |
| 2025 |      |      |      | QF         |            |            |            | 1R             |                |                |                    |                    |            |            |            |            |              |              |              |              | 1R           | W            |              |              |              |          |          |

### 対戦成績
この選手一覧は、世界ランキング10位以内、世界ランキング100位以内かつ5戦以上、世界ランキング1位又は世界大会（オリンピック、世界選手権、ワールドカップ、グランドファイナル）シングルス優勝経験者とのITTF主催試合での対戦成績である。

| 世界ランキング10位以内 - 孫穎莎 0-4 - 丁寧 0-2 - 劉詩雯 1–2 - 朱雨玲 0–2 - 王芸迪 1-2 - 陳夢 0–4 - 銭天一 1–1 - 張瑞 0–1 - 石川佳純 2–2 - 馮天薇 1-2 - ハン・イン 1-0 | 世界ランキング100位以内かつ5戦以上 - 鄭怡静 3-2 - 平野美宇 7–7 - 佐藤瞳 3-2 - 杜凱琹 6-1 - シャン・シャオナ 2-0 - 田志希 4-2 - 橋本帆乃香 5-1 - 浜本由惟 2-5 - 前田美優 4-1 - シャオ・マリア 5-0 - 徐孝元 5-0 - 曾尖 5-2 |

※太字は世界ランキング1位又は世界大会（オリンピック、世界選手権、ワールドカップ、グランドファイナル）シングルス優勝経験者
※データは2023年6月12日現在

### 世界ランキング
|        | 1月 | 2月 | 3月 | 4月 | 5月 | 6月 | 7月 | 8月 | 9月 | 10月 | 11月 | 12月 |
| ------ | --- | --- | --- | --- | --- | --- | --- | --- | --- | ---- | ---- | ---- |
| 2014年 |     |     |     |     | 99  | 84  | 86  | 86  | 86  | 84   | 87   | 63   |
| 2015年 | 64  | 63  | 63  | 54  | 50  | 51  | 57  | 63  | 65  | 58   | 59   | 59   |
| 2016年 | 61  | 55  | 58  | 41  | 34  | 37  | 22  | 19  | 19  | 22   | 24   | 24   |
| 2017年 | 23  | 19  | 22  | 21  | 16  | 19  | 29  | 24  | 17  | 15   | 14   | 14   |
| 2018年 | 11  | 14  | 12  | 18  | 15  | 16  | 15  | 16  | 25  | 31   | 30   | 34   |
| 2019年 | 43  | 42  | 37  | 34  | 30  | 35  | 39  | 34  | 29  | 26   | 25   | 23   |
| 2020年 | 23  | 21  | 23  | 29  | 29  | 29  | 29  | 29  | 29  | 29   | 29   | 29   |
| 2021年 | 29  | 29  | 25  | 25  | 25  | 25  | 25  | 26  | 21  | 17   | 18   | 16   |
| 2022年 | 16  | 6   | 6   | 6   | 5   | 5   | 6   | 6   | 6   | 5    | 6    | 6    |
| 2023年 | 5   | 5   | 6   | 9   | 8   | 8   | 8   | 7   | 9   | 4    | 5    | 5    |
| 2024年 | 5   | 5   | 5   | 6   | 5   | 5   | 5   | 5   | 5   | 5    | 6    | 6    |
| 2025年 | 5   | 5   | 5   | 7   | 8   | 9   |     |     |     |      |      |      |

## Tリーグの成績
| シーズン | 所属チーム           | 背番号 | シングル | シングル | シングル | ダブルス | ダブルス | ダブルス |
| シーズン | 所属チーム           | 背番号 | 出場数   | 勝利数   | 敗戦数   | 出場数   | 勝利数   | 敗戦数   |
| -------- | -------------------- | ------ | -------- | -------- | -------- | -------- | -------- | -------- |
| 2018-19  | 日本生命レッドエルフ | #18    | 11       | 11       | 0        | 0        | 0        | 0        |
| 2019-20  | 日本生命レッドエルフ | #18    | 12       | 8        | 4        | 0        | 0        | 0        |
| 2020-21  | 日本生命レッドエルフ | #18    | 17       | 14       | 3        | 0        | 0        | 0        |
| 2021-22  | 日本生命レッドエルフ | #18    | 14       | 11       | 3        | 0        | 0        | 0        |
| 2022-23  | 日本生命レッドエルフ | #18    | 13       | 10       | 3        | 2        | 1        | 1        |
| 2023-24  | 日本生命レッドエルフ | #18    | 10       | 9        | 1        | 0        | 0        | 0        |
| 2024-25  | 日本生命レッドエルフ | #18    |          |          |          |          |          |          |

## 受賞
- 上月スポーツ賞（2017）

## スポンサー
- 日本生命
- 悠香
- ファイテン
- 日立産機システム
- フロム工業
- ゼネラルアサヒ
- ふくや
- RKB毎日放送
- エイジス九州株式会社
- 千代田計装株式会社
- ミズノ
- 酒井医療
- 株式会社ルミカ
- 積水化学工業株式会社
- 大気社

## メディア出演

### テレビ番組
- Vメシ！JAPAN（2016年3月27日、フジテレビ）[70]
- 中居正広のスポーツ!号外スクープ狙います! 2時間SP（2017年8月14日、テレビ朝日）[71]
- さんまのまんま（2018年10月26日、フジテレビ）※伊藤美誠と共に出演[72]
- ジャンクSPORTS プロvs天才キッズSP（2020年8月16日、フジテレビ）[73]
- 炎の体育会TV 世界選手権1位の早田ひなが卓球100秒チャレンジに挑戦！（2020年12月26日、TBS）[74]
- 炎の体育会TV レジェンドからの挑戦状」内田篤人考案的当てに歴代得点王が挑む！（2021年5月29日、TBS）[75]
- SPORTSウォッチャー 世界卓球開幕目前！美誠＆ひな特集（2021年11月20日、テレビ東京）[76]
- 世界卓球11月23日開幕！ みまひなペア～素顔と2年前の忘れ物～（2021年11月21日、テレビ東京）[76]
- 卓球ジャパン! みまひなペア徹底解説スペシャル！（2022年1月8日、BSテレ東）[77]
- 卓球ジャパン! 早田ひな特集！（2022年4月9日、BSテレ東）[78]
- 卓球ジャパン! 早田ひな世界卓球の歴史的一戦・前編（2022年4月9日、BSテレ東）（2023年10月21日、BSテレ東）[79]
- 卓球ジャパン! フルゲーム21-19の死闘 世界卓球の歴史的一戦 早田ひなSP後編（2023年10月28日、BSテレ東）[80]
- 卓球ジャパン! 今の早田はナゼ強い！？キーワードは「修正力」！（2023年12月2日、BSテレ東）[81]
- 情熱大陸（2024年5月26日、MBS TBS）[82]
- 卓球ニッポン金メダルへの絆 ～涙と笑顔と結束と 完全密着4317日～（2024年6月9日、テレビ東京）[83]
- M-1グランプリ（2024年、朝日放送テレビ）笑神籤を担当

### CM
- Play,Support（日本生命、2018年）[84]
- 卓球少女MAIKO（日本生命、2019年）
- MARUCHAN QTTA（東洋水産、2018年）松本人志（ダウンタウン）と共演
- みんなの熱中症NEWS 北九州編（北九州市×大塚製薬、2023年 - ）声の出演。ネット配信をメインにバス車内、大型ビジョンなどで上映
- ローソン（2024年 - ）
- 株式会社悠香　(茶のしずく石鹼、2024年 － ）

### 関連書籍
- 卓球ぴあ みうみまひな・女子高生トリオ (ぴあMOOK)（2017年、ISBN 978-4835633701）